# Ascanius (genus)
Ascanius is een geslacht van wantsen uit de familie van de Scutelleridae (Pantserwantsen). Het geslacht werd voor het eerst wetenschappelijk beschreven door Carl Stål in 1868.

## Soorten
Het genus bevat de volgende soorten:

- Ascanius atomarius (Germar, 1839)
- Ascanius hirtipes (Herrich-Schaeffer, 1835)